# Utivarachna fronto
Espèce
Synonymes
- Trachelas fronto Simon, 1906

Utivarachna fronto est une espèce d'araignées aranéomorphes de la famille des Trachelidae.

## Distribution
Cette espèce est endémique du Tamil Nadu en Inde,.

## Description
Les mâles mesurent de 6 à 7 mm.
La femelle décrite par Majumder et Tikader en 1991 mesure 6,5 mm.

## Publication originale
- Simon, 1906 : Arachnides (2e partie). Voyage de M. Maurice Maindron dans l'Inde méridionale. 8e Mémoire.  Annales de la Société entomologique de France, vol. 75, p. 279-314 (texte intégral).